# Ибога
Ибога (лат. Tabernanthe iboga) — вечнозелёный кустарник семейства Кутровые, произрастающий в тропических лесах Западной Африки.

## Биологическое описание
Этот кустарник обычно достигает в высоту 2 м, но при благоприятных условиях может превратиться в маленькое дерево высотой до 10 м. Листья тёмно-зелёные, узкие, овально-заострённые. Цветки белые, трубчатые, широко раскрывающиеся.
Плоды овальные, растянутые, с заострёнными концами, оранжевого цвета.

## Химический состав и фармакологические свойства
Жёлтые корни содержат ряд индольных алкалоидов, в том числе ибогаин. Наиболее высока его концентрация в коре корня. Снадобья, изготовленные из корня, имеют горький вкус, оказывают анестезирующий эффект на ротовую полость, за счёт полной потери чувствительности рецепторов. Ибогаин в малых дозах оказывает стимулирующее воздействие на центральную нервную систему, в больших дозах вызывает галлюцинации.

## Использование
Ибога занимает важное место в религиозном культе бвити, имеющем большое число последователей в Габоне, Камеруне, Республике Конго и других странах Западной и Центральной Африки, который использует содержащий алкалоиды корень растения в целом ряде своих ритуалов. Корень ибоги употребляется в большой дозе молодыми людьми при обряде инициации. Затем регулярно употребляется в малых дозах в связи с ритуалами и танцами, совершаемыми обычно в ночное время.
Также в малых дозах ибога обладает стимулирующим эффектом и используется для улучшения внимания во время охоты.
Несмотря на терапевтический потенциал этого вещества, исследования идут медленно, так как оно классифицируется как галлюциноген, поэтому исследования терапевтических возможностей ибогаина сопряжены со значительными юридическими трудностями.